# Druckerpresse-Verlag

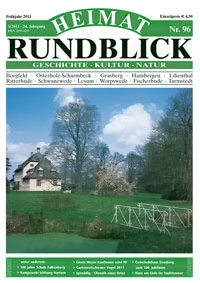
Titelseite des Hefts Nr. 96 (1/2011) des Heimat-Rundblicks, der seit 2010 im Druckerpresse-Verlag erscheint (Titelfoto: Wilko Jäger, Schwanewede)

Die Druckerpresse-Verlag UG (haftungsbeschränkt) ist ein deutscher Buch- und Zeitschriftenverlag mit Sitz in Lilienthal in Niedersachsen. Der Kleinverlag wurde 2010 von Jürgen Langenbruch gegründet und wird in der Rechtsform einer haftungsbeschränkten Unternehmergesellschaft geführt. Der Druckerpresse-Verlag übernahm das Verlagsprogramm des Lilienthaler Verlags M. Simmering, der Ende 2009 aufgelöst wurde.

## Geschichte
Der Druckereiunternehmer Jürgen Langenbruch (* 1952), der seit 1984 in Lilienthal eine Druckerei betreibt, erwarb einen Teil der Maschinen, als die ebenfalls in Lilienthal ansässige Druckerei des Unternehmers und Verlegers Manfred Simmering von diesem nach rund 40-jähriger Betriebstätigkeit gegen Ende 2009 aus Altersgründen aufgegeben wurde. Außerdem übernahm Langenbruch mit seinem neu gegründeten Druckerpresse-Verlag zum 1. Januar 2010 das verlegerische und graphische Angebot des Verlags M. Simmering, den Simmering seit 1987 neben seiner Druckerei sowie am gleichen Standort geführt hatte. Schwerpunkte von Simmerings Verlagsarbeit waren die Herausgabe von regionalen Broschüren, Veranstaltungskalendern und Bildkalendern mit Motiven aus der Region sowie die Publikation von Büchern mit meist regionalem Bezug. Außerdem erschien in Simmerings Verlag von 1987 bis Ende 2009 die Regional- und Kulturzeitschrift Heimat-Rundblick.
Der von Langenbruch gegründete Verlag wurde am 5. Januar 2010 in das Handelsregister beim Amtsgericht Walsrode eingetragen. Alleiniger Geschäftsführer des Verlags ist Jürgen Langenbruch. Gegenstand des Unternehmens sind vor allem „die Produktion und Vertrieb von Drucksachen, insbesondere von regelmäßig erscheinenden lokalen anzeigenfinanzierten Broschüren, Ortsplänen sowie von Buchwerken, Kalendern [und] Großformatdrucken für Künstler und Galerien“.
Der Druckerpresse-Verlag führt die bisherigen Verlagsobjekte und Druckprodukte des Verlags M. Simmering fort. Zum übernommenen Buchprogramm gehören unter anderem Werke der Autoren Wilko Jäger, Rudolf Matzner, Hans Siewert, Helmut Stelljes und Arn Strohmeyer. Zu den vom Druckerpresse-Verlag neu publizierten Büchern zählt unter anderem die Gesamtausgabe des Briefwechsels zwischen Kurt Hiller und Klaus Hübotter, die im Jahr 2012 herauskam.
Zum Verlagsprogramm gehört außerdem die Zeitschrift Heimat-Rundblick, die mit übernommen wurde und die seit ihrem 23. Jahrgang bzw. seit Anfang 2010 im Druckerpresse-Verlag erscheint. Zudem ist Jürgen Langenbruch seit Anfang 2010 verantwortlicher Herausgeber der Zeitschrift. Als erstes Heft im neuen Verlag erschien im Frühjahr 2010 das Heft Nummer 92. Im Jahr 2011 wurde eine Änderung des Layouts der Zeitschrift einschließlich der Titelseite vorgenommen, wobei die vorherige Grundstruktur erhalten blieb. Die erste Ausgabe in der neuen Aufmachung war das Frühjahrsheft 2011, Nummer 96 (siehe Bild); bei der im Frühjahr 2012 herausgekommenen „Jubiläumsausgabe 100“ erfolgte eine besondere Gestaltung des Titelblatts. 2013 wurden die beiden Titelzusätze geändert.